# Bairro de Aldoar
O Bairro de Aldoar, anteriormente designado Bairro de Manuel Carlos Agrelos, localiza-se na freguesia de Aldoar, cidade, concelho e distrito do Porto, em Portugal.
É um bairro de habitação social situado entre as ruas de Vila Nova e do Alcaide de Faria, atravessado pela rua de Pelágio.
O Bairro de Aldoar foi construído em 1968 em terrenos oferecidos por Manuel Carlos Agrelos. Daí a sua anterior designação. É formado por 16 blocos de habitação plurifamiliar constituído por 396 fogos que serviram para alojar as pessoas que viviam nos bairros de lata de Xangai e da Liberdade, localizados nas imediações.
Apesar de viveram num dos bairros mais estigmatizados do Porto, os moradores do Bairro de Aldoar participaram activamente, no âmbito das comemorações da Porto 2001, em eventos culturais, nomeadamente na representação da ópera Wozzeck, de Alban Berg, na Central Eléctrica do Freixo.